# Purang
Purang también transliterada como Burang (en tibetano, སྤུ་ཧྲེང་རྫོང; wylie,  spuhreng rdzong; en chino, 普兰县; pinyin, Pǔlán xiàn) es un condado bajo la administración directa de la Prefectura Ngari en la Región autónoma del Tíbet, República Popular China. Su área es 13 194 km² y su población total para 2010 fue cerca a los 10 mil habitantes.

## Administración
El condado de Purang se divide en 3 pueblos que se administran en 1 poblado y 2 villas.